# Sepia bertheloti
Sepia bertheloti (лат.) — вид головоногих из рода Sepia семейства настоящие каракатицы отряда каракатицы. Встречается теплых водах восточной части Атлантического океана у берегов Африки.

## Внешний вид и строение
Sepia bertheloti вырастает до длины мантии 175 мм у самцов и 134 мм у самок. Спинной передний край мантии образует треугольную лопасть между глазами. Между плавниками на заднем конце тела есть зазор. У самцов на левой брюшной руке имеется гектокотиль, имеющий один или два ряда присосок нормального размера у основания, девять-тринадцать рядов сильно сморщенных присосок в средней части руки; эти присоски расположены в два дорсальных и два вентральных ряда, смещенных вбок и разделенных щелью. Присоски гектокотиля покрыты хорошо развитой дорсальной защитной мембраной. Щупальцевая булава прямая и тонкая, с пятью-шестью присосками в поперечных рядах, причем некоторые из присосок внутренних двух-трех рядов крупнее остальных. Каракатица продолговатой формы, очертания примерно прямоугольные. Кость сужается к концу спереди, округлое и тупое сзади. Её дорсальная поверхность равномерно выпуклая и покрыта скульптурой из известковых гранул, расположенных в виде сетки, наибольшая концентрация которых приходится на середину кости и на длинных краях, где они расположены неравномерными гребнями, параллельными краю. Кость наиболее кальцинирована сзади, имеется нечеткое дорсальное срединное ребро, которое слегка расширяется к головному концу. Боковой и передний края кости покрыты хитином. На спинной части мантии по бокам имеется ряд удлиненных папилл, расположенных примерно на середине основания плавников. Она пурпурно-коричневого цвета с зебровыми полосами на руках и оранжево-красной пигментированной полосой, проходящей вдоль внешней поверхности. На спинной стороне мантии имеются небольшие пятна, преимущественно сзади, и пересекающие ее узкие кремовые ломаные линии. Плавники бледные, у самцов вдоль основания плавников проходит тонкая блестящая оранжево-розовая полоса, окаймленная пурпурной полосой и одним-двумя рядами множества коротких полосок, идущих вдоль неё.

## Распространение
Встречается вдоль западного побережья Африки от Западной Сахары на юг до Анголы, встречается также у Канарских островов.

## Образ жизни и экология
Обитает на глубинах от 20 до 156 м, наиболее многочисленна у Канарских островов на глубинах 70-140 м. На банке Индевор они мигрируют на мелководье для нереста летом и осенью. Их размерное распределение, измеренное по животным, пойманным в ходе промысла, демонстрирует более широкий разброс, чем у симпатрической каракатицы Sepia officinalis в летний период. Этот более широкий вариант предполагает, что либо сезон нереста продлевается, либо, по крайней мере, некоторый нерест происходит непрерывно.

## Промысел
Sepia bertheloti вылавливается тралами у Канарских островов и у западной банки Индевор. Уловы часто смешиваются с Sepia hierredda, и отдельные данные получить трудно, хотя данные испанских траулеров у Западной Сахары показывают, что этот вид составляет 11 % улова каракатиц, а остальные 89 % составляют S. hierredda. Промысел этого вида также ведется в Мавритании и Сенегале.

## Этимология
Видовое название дано в честь французского малаколога Сабена Бертло (1794—1880), который был французским консулом на Тенерифе. Типовой образец был добыт на Тенерифе и хранится в Национальном музее естественной истории.